# Attaque de Tichla (1987)
Pour les articles homonymes, voir Bataille de Tichla.
Guerre du Sahara occidental
Batailles
L'attaque de Tichla a eu lieu le 8 juillet 1987 pendant la guerre du Sahara occidental. Le Polisario attaque avec succès le mur des sables.

## Contexte

Carte du mur des sables.

### Forces en présence
Le Polisario engage 170 véhicules, dont 30 à 40 BMP-1. Le déplacement d'une telle force au sud du Sahara occidental surprend les Marocains. La colonne est repérée dans la région d'Aghouinite dès le 7 juillet mais l'état-major marocain suppose que l'attaque aura lieu à Aousserd et y déplace ses forces d'intervention.
Le mur attaqué est le 6e mur des sables. Des soldats marocains du 7e détachement d'intervention rapide, du 7e escadron de blindés et du 44e bataillon participeront au combat.

## Déroulement
Le Polisario perce le mur sur un front de 40 km, dès la première demi-heure de l'opération selon un communiqué. Une partie des soldats marocains, encerclés par les infiltrations sahraouies et sans soutien, se rend. L'intervention de l'aviation marocaine est inefficace.

## Bilan et conséquences
Le Polisario revendique la mort de 275 soldats marocains et fait 73 prisonniers. Les Marocains auraient perdu 250 à 300 tués, blessés et prisonniers.
Au-delà des objectifs militaires, l'attaque a pour but de rappeler l'existence du Polisario à l'approche de rencontres diplomatiques cruciales, de rassurer les pays qui le soutiennent et de motiver les réfugiés sahraouis en Algérie.

### Sources bibliographiques
1. 1 2 3  Fuente & Mariño, p. 114.
2. 1 2  Fuente & Mariño, p. 115.
3. ↑  Santucci, p. 608.